# Придорожнє (Теректинський район)
Придоро́жнє (каз. Придорожное) — село у складі Теректинського району Західноказахстанської області Казахстану. Входить до складу Богдановського сільського округу.
У радянські часи село називалось Придорожний.
Населення — 68 осіб (2021; 118 у 2009, 510 у 1999, 701 у 1989).